# 가필드 에이커스
가필드 에이커스(Garfield Akers, 1908년 추정~1959년경)는 미국의 블루스 음악가이다. 본명은 제임스 가필드 에콜스로 추측되며 Akers 부분은 보컬리온 레코드 측에서 철자 오류를 냈거나 잘못 들어서 기록됐음이 거의 확실하다. 그는 가필드 파티란 이름으로도 활동했다.
그는 여러 음악가들에게 영향을 주었다.

## 생애
그는 미시시피주 출신으로, 상세한 출생지는 테이트군의 에이컨으로 추정된다. 존 에콜스와 아이다 에콜스의 아들이다. 그는 지역 댄스장과 하우스 파티에서 실력을 닦은 뒤, 10대 때 미시시피주 헤르난도로 이주했다. 그곳에서 그는 낮에는 소작인으로 일했다.
그는 10대 때 헤르난도에서 만난 미시시피 조 칼리콧(Mississippi Joe Callicott)과 활동했다. 둘은 당시 블루스 기타리스트 사이에서 유행하던 기타를 다뤘고, 주말에는 헤르난도 지역에서 공연하여 인기를 끌었다. 그들은 헤르난도 밖에서는 거의 연주하지 않았고 음악을 부업으로 여겼다. 미시시피 델타는 그곳이 위험하다고 생각했고, 헤르난도에서의 인기로도 충분히 돈을 번다고 여겨서 안 갔다.
그는 헤르난도에서 프랭크 스톡스(Frank Stokes)도 만나 같이 1920년대에 독 왓슨의 의약품 선전 판매쇼에서 송스터, 코미디언, 댄서로 미국 남부를 순회했다. 그는 1920년대 중반에 미시란 인물과 결혼했다. 자식은 없었다.
멤피스로 이주한 후, 1929년 9월 23일경 멤피스의 피바디 호텔에서 미시시피 조 칼리콧과 ‘Cottonfield Blues’를 파트 1, 2로 나누어 녹음했다. 녹음의 대가로 그는 40달러를 받았다. 캘리콧은 5달러였다. 에이커스는 곡을 더 녹음할 의사가 있었으나 J. 마요 윌리엄스(J. Mayo Williams)가 녹음 세션에 초대된 다른 음악가들이 녹음하기를 열망해 하지 못했다. 이후 에이커스는 1930년 2월 21일경에 멤피스에서 솔로로 ‘Dough Roller Blues’, ‘Jumpin' And Shoutin' Blues’를 녹음했다.
그는 1930년대에 멤피스 윌리 보룸(Memphis Willie Borum)과 활동했으며, 멤피스 남부에서 활발한 활동을 벌였다. 1940년대 중반엔 칼리콧과 헤어졌으며, 그는 멤피스에서 로버트 윌킨스(Robert Wilkins)의 이웃으로 지내면서 제분소에서 일했다. 그는 훗날 엠마 호튼과 결혼하며 빅 월터 호튼의 양아버지가 됐다.
그는 빅 월터 호튼과 네이트 암스트롱(Nate Armstrong), 리틀 버디 도일(Little Buddy Doyle), 로버트 록우드 주니어(Robert Lockwood Jr.)와 주말마다 자주 비들 스트리트에서 활동했으며 멤피스 주변의 주크 조인트에서 공연했다. 암스트롱은 당시 그가 일렉 기타를 연주했다고 말했다. 1950년대 초엔 멤피스 남부에서 활동했으며, 1950년대엔 그는 듀이 콜리(Dewey Corley), 네이트 암스트롱과 웨인 제분소에서 일하고 있었다. 이후 1959년경 사망했다. 사망지는 헤르난도로 알려졌다.

## 영향력
그는 존 리 후커와 로버트 윌킨스 같은 동시대 음악가들에게 영향을 미쳤다. 그의 ‘Cottonfield Blues’는 마이클 그레이, 돈 켄트, 게일 딘 워드로우, 테드 지오이아에게 높은 평가를 받았다.

## 음반
- "Cottonfield Blues, Part 1" / "Cottonfield Blues, Part 2" (1929), (보컬리온 레코드 1442)
- "Dough Roller Blues" / "Jumpin And Shoutin' Blues" (1930), (보컬리온 레코드 1481)

## 참고자료
- Gayle Dean Wardlow: Garfield Akers – From the Hernando Cottonfields… In: Living Blues, No. 50, 1981, p. 26–27, ISSN 0024-5232; geringfügig erweiterte Neuveröffentlichung in Gayle Dean Wardlow: Chasin’ that devil music, 1998, ISBN 0-87930-552-5, p. 118–125
- Jim O’Neal: Garfield Akers – …to Beale Street and the Juke Joints. In: Living Blues, No. 50, 1981, p. 27–28, ISSN 0024-5232
- Robert Palmer: Deep Blues. 1995, ISBN 0-14-006223-8, p. 243–244
- Robert Santelli: The Big Book Of Blues – A Biographical Encyclopedia. 1993, ISBN 0-14-015939-8, p. 5